# 흰떡국수
흰떡국수는 한국의 쌀국수이다. 떡을 가늘게 만든 국수로, 신선로에 말아 먹거나 잡탕, 설렁탕 등에 넣어 먹는다. 냉면으로 먹기도 한다.

## 역사
1854년 저서 《음식법》에 언급된다.

## 만들기
멥쌀가루를 체로 곱게 치고 시루에 쪄서 흰떡 치듯 매우 친 것을, 얇게 민 다음, 안반에 올려 놓고 모시실처럼 얇게 밀어 가늘게 썬다. 끓는 물에 잠깐 데쳐 내면 국수사리 같은 흰떡국수가 된다.

## 같이 보기
- 가래떡